# Emilio Lara
Emilio Lara Contreras (Atizapán de Zaragoza, 18 maggio 2002) è un calciatore messicano, difensore del Necaxa in prestito dall'América.

## Carriera

### Club
Cresciuto nel settore giovanile dell'América, debutta in prima squadra il 6 novembre 2021, in occasione dell'incontro di Liga MX pareggiato per 0-0 contro il Monterrey.

### Nazionale
Nel 2019 ha preso parte con la nazionale Under-17 messicana al campionato nordamericano e al Mondiale di categoria.
Il 31 agosto 2022 ha esordito con la nazionale maggiore messicana, disputando l'amichevole persa per 0-1 contro il Paraguay.

## Statistiche

### Presenze e reti nei club
Statistiche aggiornate al 15 febbraio 2023.
| Stagione        | Squadra         | Campionato      | Campionato | Campionato | Coppe nazionali | Coppe nazionali | Coppe nazionali | Coppe continentali | Coppe continentali | Coppe continentali | Altre coppe | Altre coppe | Altre coppe | Totale | Totale |
| Stagione        | Squadra         | Comp            | Pres       | Reti       | Comp            | Pres            | Reti            | Comp               | Pres               | Reti               | Comp        | Pres        | Reti        | Pres   | Reti   |
| --------------- | --------------- | --------------- | ---------- | ---------- | --------------- | --------------- | --------------- | ------------------ | ------------------ | ------------------ | ----------- | ----------- | ----------- | ------ | ------ |
| 2021-2022       | América         | LM              | 2          | 0          |                 | -               | -               |                    | -                  | -                  |             | -           | -           | 2      | 0      |
| 2022-2023       | América         | LM              | 24         | 2          |                 | -               | -               |                    | -                  | -                  |             | -           | -           | 24     | 2      |
| Totale América  | Totale América  | Totale América  | 26         | 2          |                 | -               | -               |                    | -                  | -                  |             | -           | -           | 26     | 2      |
| Totale carriera | Totale carriera | Totale carriera | 26         | 2          |                 | -               | -               |                    | -                  | -                  |             | -           | -           | 26     | 2      |

### Cronologia presenze e reti in nazionale
| Cronologia completa delle presenze e delle reti in nazionale ― Messico | Cronologia completa delle presenze e delle reti in nazionale ― Messico | Cronologia completa delle presenze e delle reti in nazionale ― Messico | Cronologia completa delle presenze e delle reti in nazionale ― Messico | Cronologia completa delle presenze e delle reti in nazionale ― Messico | Cronologia completa delle presenze e delle reti in nazionale ― Messico | Cronologia completa delle presenze e delle reti in nazionale ― Messico | Cronologia completa delle presenze e delle reti in nazionale ― Messico |
| Data                                                                   | Città                                                                  | In casa                                                                | Risultato                                                              | Ospiti                                                                 | Competizione                                                           | Reti                                                                   | Note                                                                   |
| ---------------------------------------------------------------------- | ---------------------------------------------------------------------- | ---------------------------------------------------------------------- | ---------------------------------------------------------------------- | ---------------------------------------------------------------------- | ---------------------------------------------------------------------- | ---------------------------------------------------------------------- | ---------------------------------------------------------------------- |
| 31-8-2022                                                              | Atlanta                                                                | Messico                                                                | 0 – 1                                                                  | Paraguay                                                               | Amichevole                                                             | -                                                                      | 65’                                                                    |
| 7-6-2025                                                               | Salt Lake City                                                         | Messico                                                                | 2 – 4                                                                  | Svizzera                                                               | Amichevole                                                             | -                                                                      |                                                                        |
| Totale                                                                 |                                                                        | Presenze                                                               | 2                                                                      |                                                                        | Reti                                                                   | 0                                                                      |                                                                        |

## Palmarès

### Club

#### Competizioni nazionali
- Campionato messicano: 2

América: Apertura 2023, Clausura 2024